# Desirée Treichl-Stürgkh
Desirée Treichl-Stürgkh (* 1. September 1964 in Radkersburg, Steiermark) ist eine österreichische Journalistin und Verlegerin.

## Leben
Treichl-Stürgkh entstammt der ehemals adeligen Familie Stürgkh. Ihr Großvater, Barthold Stürgkh (1898–1965) war Landesstatthalter der Steiermark und zeitweise Präsident der Agrarkommission des Europarates. Karl Graf Stürgkh (1859–1916), der Onkel von Barthold, war österreichischer Politiker und k.k. Ministerpräsident (1911–1916).
Treichl-Stürgkh wuchs mit ihren Geschwistern auf dem Familienstammsitz Schloss Halbenrain auf. Der Familienbesitz wurde später allerdings verkauft. 1982 legte sie am Gymnasium und Oberstufenrealgymnasium St. Ursula der Wiener Ursulinen ihre Matura ab. Sie besuchte in Wien den Maturalehrgang an der Handelsakademie am Karlsplatz. An der Wirtschaftsuniversität Wien absolvierte sie den Universitätslehrgang für Werbung und Verkauf. 1984 legte sie dort ihr Diplom als Werbefachfrau ab.
Treichl-Stürgkh begann ihre Berufslaufbahn im Bereich Mode-Journalismus bei verschiedenen Werbeagenturen in Wien und München. Sie arbeitete bis 1989 unter anderem im Bildverlag und Filmhistorischen Bildarchiv von Peter Engelmeier und bei der deutschen Männer Vogue in München. 1989 kehrte sie nach Wien zurück. Von 1989 bis 1996 arbeitete sie für das im Wiener Radda & Dressler Verlag erscheinende Modemagazin DIVA. Im damaligen österreichischen Männermagazin Ego schrieb sie eine Kolumne über Männermode. Seit 1997 ist Treichl-Stürgkh Teilhaberin der AHEAD Media Verlags GmbH und verantwortete dort die Gründung der Magazine H.O.M.E. und IQ Style. Sie ist Herausgeberin und Chefredakteurin des Wohnmagazins H.O.M.E. und Mitveranstalterin der jährlich stattfindenden H.O.M.E.-Depot, einer exklusiven Möbelmesse im Semperdepot in Wien.
Ab 2008 war Treichl-Stürgkh die Nachfolgerin von Elisabeth Gürtler als Organisatorin des Wiener Opernballs. Im Jänner 2010 gab Treichl-Stürgkh bekannt, dass sie nach dem Ende der Direktion von Ioan Holender auch im Jahr 2011 die Organisation des Wiener Opernballs übernehmen werde. Am 19. Jänner 2016 gab sie ihren Rücktritt als Opernballorganisatorin bekannt. Ihre Nachfolgerin wurde Maria Großbauer.
2009 veröffentlichte sie das Benimm-Buch Lebensstil: Wie Sie mit Charme und Eleganz besser durchs Leben kommen.
Treichl-Stürgkh ist mit dem österreichischen Bankmanager Andreas Treichl, dem ehemaligen Generaldirektor der Erste Group und ab 2021 Präsidenten des Europäischen Forums Alpbach, verheiratet. Sie ist Mutter von drei Kindern.
2017 wurde sie mit dem Goldenen Ehrenzeichen für Verdienste um die Republik Österreich ausgezeichnet.

## Werke
- Desirée Treichl-Stürgkh: Lebensstil: Wie Sie mit Charme und Eleganz besser durchs Leben kommen. Brandstätter, Wien 2009, ISBN 3-85033-240-3.